# (243094) Dirlewanger
(243094) Dirlewanger est un astéroïde de la ceinture principale.

## Description
(243094) Dirlewanger est un astéroïde de la ceinture principale. Il fut découvert le 6 septembre 2007 à Wildberg par Rolf Apitzsch. Il présente une orbite caractérisée par un demi-grand axe de 2,33 UA, une excentricité de 0,19 et une inclinaison de 1,7° par rapport à l'écliptique.

## Compléments